# Alexander Andries Maramis

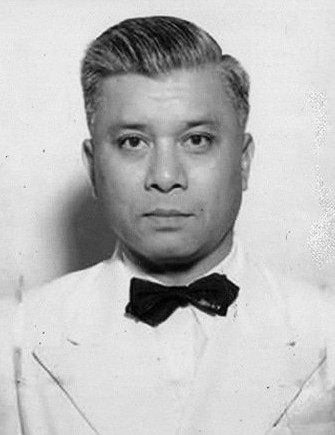
Alexander Andries Maramis

Alexander Andries Maramis (* 20. Juni 1897; † 31. Juli 1977), besser bekannt als A. A. Maramis, war ein indonesischer Politiker und Nationalheld Indonesiens, der am Kampf für die Unabhängigkeit beteiligt war. Er war Mitglied des Untersuchungsausschusses für die Vorbereitungsarbeiten zur Unabhängigkeit (BPUPK), der Organisation, die die Verfassung Indonesiens ausarbeitete. In der Anfangsphase der indonesischen Regierung nach der Proklamation der Unabhängigkeit war er sowohl Finanzminister als auch Außenminister. Nach dem Ende der indonesischen Nationalrevolution diente er als indonesischer Botschafter in mehreren Ländern, darunter die Philippinen, Westdeutschland und die Sowjetunion.

## Leben
Maramis wurde am 20. Juni 1897 in Manado geboren. Er schloss sein Studium an der juristischen Fakultät der Universität Leiden (Niederlande) ab. Er begann seine Karriere als Rechtsanwalt in Semarang. Maramis wurde am 1. März 1945 in den Untersuchungsausschuss für die Vorbereitungsarbeiten zur Unabhängigkeit (BPUPK) berufen. Dort gehörte er der Panitia Sembilan (Neunerausschuss) an, die die Charta von Jakarta, den Vorläufer der indonesischen Verfassung, formulieren sollte. Maramis diente der indonesischen Regierung während der gesamten indonesischen Nationalrevolution. Er diente mehrere Male als Finanzminister. Sein erstes Amt übte er vom 2. September bis zum 14. November 1945 aus. Am 3. Juli 1947 wurde er erneut in dieses Amt berufen, bis er am 19. Dezember 1948 in das Außenministerium versetzt wurde. Am 13. Juli 1949 wurde er erneut zum Finanzminister ernannt und amtierte bis zum 4. August 1949.
Nach der Anerkennung Indonesiens als unabhängige Nation wurde Maramis zum Botschafter auf den Philippinen ernannt, wo er von 1950 bis 1953 tätig war. Anschließend vertrat er Indonesien von 1953 bis 1956 als Botschafter in Westdeutschland, bevor er von 1956 bis 1959 zum Botschafter in der Sowjetunion ernannt wurde. Während seiner Zeit als Botschafter in der Sowjetunion war er auch Botschafter in Finnland. Nach Beendigung seiner Tätigkeit als Botschafter ließ er sich mit seiner Familie in der Schweiz nieder. Im Jahr 1976 kehrte er nach Indonesien zurück. Er starb am 31. Juli 1977 im Gatot Soebroto Army Hospital, 13 Monate nach seiner Rückkehr nach Indonesien. Er wurde im Pancasila-Saal des Außenministeriums aufgebahrt und anschließend auf dem Heldenfriedhof von Kalibata beigesetzt. Präsident Joko Widodo verlieh ihm 2019 posthum den Ehrentitel „Nationalheld von Indonesien“.